# Антипатър от Сидон
Антипатър от Сидон (на гръцки: Ἀντίπατρος, Antipatros Sidônios) e гръцки поет на епиграми от 2 век пр.н.e. до началото на 1 век пр.н.е. в Рим.
Антипатър е представител на финикийското училище. Неговите запазени до днес 68 епиграми са поместени в Anthologia Palatina.
Една от епиграмите му е за разрушението на Коринт от римляните (146 пр.н.е.).
Автор е на епиграма със списък на Седемте чудеса на света в края на който описва особено подробно Храма на Артемида в Ефес.
Антипатър влияе между другото и на поета Квинт Лутаций Катул (консул 102 пр.н.е.).